# Greatest Hits (álbum de Cher)
Greatest Hits es el tercer álbum recopilatorio de la cantante estadounidense Cher, fue lanzado en 1974 a través de MCA Records.

## Lista de canciones
Lado A
1. "Dark Lady" (Johnny Durrill) – 3:26
2. "The Way of Love" (Al Stillman, Jacques Dieval) – 2:29
3. "Don't Hide Your Love" (Neil Sedaka, Howard Greenfield) – 2:50
4. "Half-Breed" (Mary Dean, Al Capps) – 2:47
5. "Train Of Thought" (Alan O'Day) – 2:35

Lado B
1. "Gypsys, Tramps & Thieves"  (Bob Stone) – 2:35
2. "I Saw A Man And He Danced With His Wife"  (Johnny Durrill) – 3:14
3. "Carousel Man" (Johnny Durrill) – 3:05
4. "Living in a House Divided" (Bahler) – 2:59
5. "Melody"  (Crofford, Garrett) – 2:36

## Listas de popularidad
| Lista (1974)          | Posición más alta |
| --------------------- | ----------------- |
| EE. UU. Billboard 200 | 152               |